# Delta regina
Delta regina är en stekelart som först beskrevs av Henri Saussure 1852.  Delta regina ingår i släktet Delta och familjen Eumenidae. Inga underarter finns listade i Catalogue of Life.